# Liga Venezolana de Voleibol 2012
La Liga Venezolana de Voleibol 2012 es la segunda edición del torneo de la máxima categoría de liga del voleibol venezolana conformado por 6 clubes deportivos. Comenzó el 22 de septiembre de 2012 y finalizó el 13 de diciembre de 2012. Vikingos de Miranda venció en la final 2 juegos a 1 a Aragua Voleibol Club y obtuvo su primer campeonato de la liga.

## Sistema de competición
Un total de 110 atletas formarán parte de esta competición que tendrá un formato de series dobles de partidos consecutivos, similar a la Liga Mundial de Voleibol.
Esta liga cuenta con un tabulador salarial (única Liga en Venezuela con este sistema) y se enmarca dentro del Sistema de Ligas Nacionales promovido por el Ministerio del Poder Popular para el Deporte. Una característica importante es que ante la gran cantidad de jugadores venezolanos disponibles para el evento aunado a la temporada de realización de la misma, esta competición contará solo con jugadores venezolanos.
El campeón de la Superliga será el representante de Venezuela en el Campeonato Sudamericano de Voleibol.
Se disputarán un total de sesenta (60) partidos en la ronda eliminatoria y hasta nueve (9) en las rondas semifinales y finales (clasifican a estas instancias los primeros cuatro clasificados en la ronda regular).

## Transmisión
En la primera temporada la transmisión de televisión estará a cargo de la Televisora Venezolana Social (TVES) por señal abierta y Directv Sports Venezuela por televisión paga o suscripción, además de una importante cobertura de televisoras locales y emisoras de radio.

## Equipos
| Equipos                                | Equipos   | Equipos     | Equipos  | Equipos                             | Equipos   | Equipos |
| Equipo                                 | Fundación | Sede        | Estado   | Pabellón                            | Capacidad |         |
| -------------------------------------- | --------- | ----------- | -------- | ----------------------------------- | --------- | ------- |
| Aragua Voleibol Club                   | 2011      | Maracay     | Aragua   | Gimnasio Rafael Romero Bolívar      | 4.000     |         |
| Huracanes de Bolívar                   | 2011      | Cd. Guayana | Bolívar  | Gimnasio Hermanas González          | 2.600     |         |
| Club Voleibol Industriales de Valencia | 2011      | Valencia    | Carabobo | Forum de Valencia                   | 10.000    |         |
| Mágicos de Caracas                     | 2011      | Caracas     | Caracas  | Gimnasio José Beracasa              | 5.000     |         |
| Varyná Voleibol Club                   | 2011      | Barinas     | Barinas  | Domo Bolivariano 5 de Julio         | 3.892     |         |
| Vikingos de Miranda                    | 2011      | Caracas     | Miranda  | Gimnasio José Joaquín Papá Carrillo | 3.500     |         |

## Ronda Eliminatoria
La primera fase se jugara a partidos de ida y vuelta, con la participación de seis conjuntos.
| Jornada | Fecha         | Equipo local | Gimnasio          | Equipo visitante | 1.er Juego | 2.º Juego | Resultado |
| ------- | ------------- | ------------ | ----------------- | ---------------- | ---------- | --------- | --------- |
| 1       |               |              |                   |                  |            |           |           |
|         | 22 - 23 Sep   | Huracanes    | Hermanas González | Vikingos         | 3-0        | 3-1       | 2:0       |
|         | 23 Se - 24 Oc | Aragua       | Rafael Romero     | Mágicos          | 0-3        | 3-1       | 1:1       |
|         | 22 - 23 Sep   | Varyná       | Domo Bolivariano  | Industriales     | 1-3        | 3-0       | 1:1       |
| 2       |               |              |                   |                  |            |           |           |
|         | 29 - 30 Sep   | Vikingos     | José Carrillo     | Aragua           | 1-3        | 3-0       | 1:1       |
|         | 29 - 30 Sep   | Mágicos      | José Beracasa     | Industriales     | 3-0        | 2-3       | 1:1       |
|         | 29 - 30 Sep   | Varyná       | Domo Bolivariano  | Huracanes        | 2-3        | 1-3       | 0:2       |
| 3       |               |              |                   |                  |            |           |           |
|         | 13 - 14 Oct   | Industriales | Forum de Valencia | Vikingos         | 3-2        | 3-2       | 2:0       |
|         | 13 - 14 Oct   | Varyná       | Domo Bolivariano  | Mágicos          | 2-3        | 3-0       | 1:1       |
|         | 13 - 14 Oct   | Huracanes    | Hermanas González | Aragua           | 3-2        | 3-0       | 2:0       |
| 4       |               |              |                   |                  |            |           |           |
|         | 20 - 21 Oct   | Vikingos     | José Carrillo     | Varyná           | 3-2        | 3-0       | 2:0       |
|         | 20 - 21 Oct   | Aragua       | Rafael Romero     | Industriales     | 3-1        | 3-1       | 0:0       |
|         | 20 - 21 Oct   | Mágicos      | José Beracasa     | Huracanes        | 0-3        | 0-3       | 0:2       |
| 5       |               |              |                   |                  |            |           |           |
|         | 27 - 28 Oct   | Mágicos      | José Beracasa     | Vikingos         | 3-2        | 3-0       | 2:0       |
|         | 27 - 28 Oct   | Industriales | Forum de Valencia | Huracanes        | 1-3        | 3-1       | 1:1       |
|         | 27 - 28 Oct   | Aragua       | Rafael Romero     | Varyná           | 1-3        | 2-3       | 0:2       |
| 6       |               |              |                   |                  |            |           |           |
|         | 3 - 4 Nov     | Aragua       | Rafael Romero     | Vikingos         | 0-3        | 3-0       | 1:1       |
|         | 3 - 4 Nov     | Mágicos      | José Beracasa     | Varyná           | 0-3        | 3-1       | 1:1       |
|         | 3 - 4 Nov     | Huracanes    | Hermanas González | Industriales     | 3-1        | 0-3       | 1:1       |
| 7       |               |              |                   |                  |            |           |           |
|         | 10 - 11 Nov   | Vikingos     | José Carrillo     | Huracanes        | 0-3        | 1-3       | 0:2       |
|         | 10 - 11 Nov   | Mágicos      | José Beracasa     | Aragua           | 1-3        | 2-3       | 0:2       |
|         | 10 - 11 Nov   | Industriales | Forum de Valencia | Varyná           | 3-0        | 0-3       | 1:1       |
| 8       |               |              |                   |                  |            |           |           |
|         | 17 - 18 Nov   | Varyná       | Domo Bolivariano  | Vikingos         | 3-1        | 3-0       | 2:0       |
|         | 20 - 21 Nov   | Industriales | Forum de Valencia | Mágicos          | 2-3        | 3-0       | 1:1       |
|         | 17 - 18 Nov   | Aragua       | Rafael Romero     | Huracanes        | 3-2        | 3-0       | 2:0       |
| 9       |               |              |                   |                  |            |           |           |
|         | 24 - 25 Nov   | Vikingos     | José Carrillo     | Industriales     | 3-0        | 3-2       | 2:0       |
|         | 24 - 25 Nov   | Varyná       | Domo Bolivariano  | Aragua           | 0-3        | 2-3       | 0:2       |
|         | 24 - 25 Nov   | Huracanes    | Hermanas González | Mágicos          | 3-0        | 3-1       | 2:0       |
| 10      |               |              |                   |                  |            |           |           |
|         | 1 - 2 Dic     | Vikingos     | José Carrillo     | Mágicos          | 3-1        | 3-0       | 2:0       |
|         | 1 - 2 Dic     | Huracanes    | Hermanas González | Varyná           | 3-1        | 3-0       | 2:0       |
|         | 1 - 2 Dic     | Industriales | Forum de Valencia | Aragua           | 3-0        | 3-0       | 2:0       |

### Tabla de Clasificación
| Pos | Equipo       | JJ | JG | JP | Puntos |
| --- | ------------ | -- | -- | -- | ------ |
| 1   | Huracanes    | 20 | 16 | 4  | 47     |
| 2   | Aragua       | 20 | 11 | 9  | 32     |
| 3   | Industriales | 20 | 10 | 10 | 29     |
| 4   | Vikingos     | 20 | 10 | 10 | 29     |
| 5   | Varyná       | 20 | 8  | 12 | 26     |
| 6   | Mágicos      | 20 | 5  | 15 | 16     |

|  | Clasifica a la Semifinal |

## Semifinal
La semifinal se jugará con la participación de los 4 equipos con más puntos en la ronda eliminatoria a 3 partidos, quien gane 2 juegos pasa a la final.
|   | Fecha    | local        | Gimnasio          | visitante    | 1.er set | 2.º set | 3.er set | 4.º set | 5.º set | Resultado |
| - | -------- | ------------ | ----------------- | ------------ | -------- | ------- | -------- | ------- | ------- | --------- |
| A |          |              |                   |              |          |         |          |         |         |           |
|   | 4 de Dic | Vikingos     | José Carrillo     | Huracanes    | (28-26)  | (31-29) | (23-25)  | (25-13) |         | 3:1       |
|   | 6 de Dic | Huracanes    | Hermanas González | Vikingos     | (18-25)  | (17-25) | (23-25)  |         |         | 0:3       |
| B |          |              |                   |              |          |         |          |         |         |           |
|   | 4 de Dic | Industriales | Forum de Valencia | Aragua       | (26-28)  | (25-22) | (25-14)  | (22-25) | (10-15) | 2:3       |
|   | 6 de Dic | Aragua       | Rafael Romero     | Industriales | (25-20)  | (25-22) | (25-19)  |         |         | 3:0       |

## Final
La Final se jugará con la participación de los 2 equipos clasificados en la semifinal, a 3 partidos quien gane 2 juegos será campeón.
|   | Fecha     | local    | Gimnasio      | visitante | 1.er set | 2.º set | 3.er set | 4.º set | 5.º set | Resultado |
| - | --------- | -------- | ------------- | --------- | -------- | ------- | -------- | ------- | ------- | --------- |
|   |           |          |               |           |          |         |          |         |         |           |
| 1 | 10 de Dic | Aragua   | Rafael Romero | Vikingos  | (25-16)  | (25-16) | (25-20)  |         |         | 3:0       |
|   |           |          |               |           |          |         |          |         |         |           |
| 2 | 10 de Dic | Vikingos | José Carrillo | Aragua    | (25-21)  | (29-27) | (25-23)  |         |         | 3:0       |
|   |           |          |               |           |          |         |          |         |         |           |
| 3 | 4 de Dic  | Vikingos | José Carrillo | Aragua    | (19-25)  | (27-29) | (25-12)  | (25-16) | (15-12) | 3:2       |

| Vikingos de Miranda Campeón |

## Distinciones
| Premio             | Jugador           | Equipo                                 |
| ------------------ | ----------------- | -------------------------------------- |
| Anotador del año   | Thomas Ereu       | Vikingos de Miranda                    |
| Libero del año     | Héctor Mata       | Vikingos de Miranda                    |
| Novato del Año     | Henry Rojas       | Vikingos de Miranda                    |
| Bloqueador del Año | Fredy Cedeño      | Club Voleibol Industriales de Valencia |
| Levantador del Año | Armando Velásquez | Club Voleibol Industriales de Valencia |
| Defensa del Año    | Thomas Runque     | Club Voleibol Industriales de Valencia |
| Receptor del Año   | Enderwin Herrera  | Huracanes de Bolívar                   |
| Servicio del Año   | Edson Valera      | Huracanes de Bolívar                   |
| Atacante del Año   | Carlos Tejeda     | Aragua Voleibol Club                   |